# Абга (хошун)
44°01′10″ пн. ш. 114°57′44″ сх. д. / 44.01957° пн. ш. 114.96227° сх. д.
Абга (кит. 阿巴嘎旗, пін. Ābāgā Qí) — один із повітів КНР у складі префектури Шилін-Гол, Внутрішня Монголія. Адміністративний центр — містечко Белгутей.

## Географія
Абга лежить на сході Монгольського плато.

### Клімат
Хошун знаходиться у зоні, котра характеризується кліматом помірних степів. Найтепліший місяць — липень із середньою температурою 21,3 °C. Найхолодніший місяць — січень, із середньою температурою -20,9 °С.
| Клімат хошуну Абга      | Клімат хошуну Абга | Клімат хошуну Абга | Клімат хошуну Абга | Клімат хошуну Абга | Клімат хошуну Абга | Клімат хошуну Абга | Клімат хошуну Абга | Клімат хошуну Абга | Клімат хошуну Абга | Клімат хошуну Абга | Клімат хошуну Абга | Клімат хошуну Абга | Клімат хошуну Абга |
| Показник                | Січ.               | Лют.               | Бер.               | Квіт.              | Трав.              | Черв.              | Лип.               | Серп.              | Вер.               | Жовт.              | Лист.              | Груд.              | Рік                |
| Середній максимум, °C   | −14,1              | −8,3               | 1,2                | 12,6               | 20,1               | 25,4               | 27,6               | 25,9               | 20                 | 10,7               | −1,4               | −11,3              | 9                  |
| Середня температура, °C | −20,9              | −16                | −6,3               | 4,8                | 12,8               | 18,7               | 21,3               | 19,3               | 12,6               | 3,1                | −8,6               | −17,6              | 1,9                |
| Середній мінімум, °C    | −26,3              | −22,2              | −12,7              | −2,4               | 5,1                | 11,7               | 15,1               | 13,2               | 6                  | −3                 | −13,9              | −22,7              | −4,3               |
| Норма опадів, мм        | 1.3                | 1.6                | 4                  | 8.4                | 18.6               | 42.7               | 64.6               | 58.3               | 22.3               | 9.9                | 4                  | 2.3                | 238                |
| Вологість повітря, %    | 74                 | 68                 | 55                 | 36                 | 37                 | 46                 | 56                 | 57                 | 51                 | 52                 | 62                 | 73                 | 55.6               |
| ----------------------- | ------------------ | ------------------ | ------------------ | ------------------ | ------------------ | ------------------ | ------------------ | ------------------ | ------------------ | ------------------ | ------------------ | ------------------ | ------------------ |
| Джерело: data.cma.cn    |                    |                    |                    |                    |                    |                    |                    |                    |                    |                    |                    |                    |                    |